# Драч, Александр Александрович
Александр Александрович Драч (14 декабря 1939 — 30 декабря 2018) — советский и казахстанский спортсмен и тренер. Мастер спорта СССР. Заслуженный тренер Казахской ССР (1981). Почётный гражданин города Актау.

## Биография
Родился 14 декабря 1939 года в селе Бабстово Леийского района Хабаровского края.
В 1956 году окончил Днепропетровский инженерно-строительный институт (ныне Приднепровская государственная академия строительства и архитектуры), получив специальность инженера-технолога.
Заниматься боксом начал в институте и продолжал по 1971 год, совмещая спорт с производственной деятельностью — с 1961 года работал мастером на заводе, главным технологом комбината, начальником лаборатории треста, главным технологом треста, начальником отдела на заводе.
В 1971 году приехал на Мангышлак. Тренировать спортсменов начал в 1972 году, вечерами после основной работы. Подготовил плеяду известных боксёров:
- Асылбек Килимов — мастер спорта СССР международного класса, заслуженный мастер спорта Казахстана, многократный победитель первенств, спартакиад и Кубка СССР; призер чемпионата Европы; победитель и призер многих международных турниров.

Члена Олимпийской сборной команды СССР 1984 года
- Анатолий Кушков — мастер спорта СССР международного класса, победитель Кубка СССР (1989); финалист Спартакиады народов СССР (1991); чемпион турнира Дружественных армий (1990); победитель ряда международных турниров.
- Талгат Калимов — мастер спорта СССР международного класса, чемпион Спартакиады СНГ; призер чемпионата мира среди молодежи (1994).
- Марат Джакиев — мастер спорта СССР, призер первенства СССР среди юношей (1984); призер Призера Кубка СССР (1988) и чемпионата СССР среди взрослых (1989).
- Борис Кашубин — мастер спорта СССР, призер первенства СССР среди юношей (1982); финалист первенства ДСО «Динамо».
- Едиль Ишекенов — мастер спорта СССР, победитель первенства ВЦСПС среди юношей (1985); финалист молодежного первенства СССР.
- Тарас Хитуов — мастер спорта СССР, чемпиона первенства ВЦСПС среди взрослых; призер Всесоюзной универсиады.
- Асланбек Губатаев — мастер спорта СССР, финалист первенства ВЦСПС среди молодежи, призер чемпионата России.

Его воспитанник Олег Шалаев уехал в Ленинград, где окончил институт и успешно продолжил спортивную карьеру, став мастером спорта и впоследствии промоутером России, работавшим с супертяжеловесом Николаем Валуевым. В числе его учеников тренеры — В. В. Гайдук (Днепропетровск), В. И. Яковлев (Ашхабад), В. П. Михайлов (Москва).
С 1990 года Александр Драч работал начальником областного управления по делам молодежи, туризма и спорта, прослужив на этой должности 15 лет. В 1994 году был членом Национального олимпийского комитета Республики Казахстан.
Награждён медалями и Почетными грамотами Спорткомитетов СССР и Республики Казахстан.